# Two Piece Puzzle
Two Piece Puzzle drugi je studijski album britanske rock-glazbenice Rosalie Cunningham. Diskografske kuće Cherry Red Records i Esoteric Antenna objavile su ga 25. veljače 2022.

## Popis pjesama
Tekstovi i glazba: Rosalie Cunningham; pjesme „Donovan Ellington”, „Duet” i „Suck Push Bang Blow” napisala je s Roscom Leveejem. 
| 1.    | »Start with the Corners« (instrumentalna skladba) | 2:44 |
| 2.    | »Donovan Ellington«                               | 5:38 |
| 3.    | »Donny, Pt. Two«                                  | 3:38 |
| 4.    | »The War«                                         | 0:53 |
| 5.    | »Duet«                                            | 7:24 |
| 6.    | »Tristitia Amnesia«                               | 7:07 |
| 7.    | »Scared of the Dark«                              | 3:34 |
| 8.    | »God Is a Verb«                                   | 1:33 |
| 9.    | »Suck Push Bang Blow«                             | 5:08 |
| 10.   | »The Liner Notes«                                 | 6:33 |
| 44:18 |                                                   |      |

| Dodatne pjesme na CD-u i digitalnim platformama | Dodatne pjesme na CD-u i digitalnim platformama | Dodatne pjesme na CD-u i digitalnim platformama | Dodatne pjesme na CD-u i digitalnim platformama | Dodatne pjesme na CD-u i digitalnim platformama | Dodatne pjesme na CD-u i digitalnim platformama | Dodatne pjesme na CD-u i digitalnim platformama | Dodatne pjesme na CD-u i digitalnim platformama | Dodatne pjesme na CD-u i digitalnim platformama | Dodatne pjesme na CD-u i digitalnim platformama |
| Br.                                             | Skladba                                         | Trajanje                                        |                                                 |                                                 |                                                 |                                                 |                                                 |                                                 |                                                 |
| ----------------------------------------------- | ----------------------------------------------- | ----------------------------------------------- | ----------------------------------------------- | ----------------------------------------------- | ----------------------------------------------- | ----------------------------------------------- | ----------------------------------------------- | ----------------------------------------------- | ----------------------------------------------- |
| 11.                                             | »Number 149«                                    | 4:08                                            |                                                 |                                                 |                                                 |                                                 |                                                 |                                                 |                                                 |
| 12.                                             | »Fossil Song«                                   | 4:42                                            |                                                 |                                                 |                                                 |                                                 |                                                 |                                                 |                                                 |
| 53:08                                           |                                                 |                                                 |                                                 |                                                 |                                                 |                                                 |                                                 |                                                 |                                                 |

## Recenzije
| Recenzije    | Recenzije |
| Izvor        | Ocjena    |
| ------------ | --------- |
| Sputnikmusic | 4,5/5     |

Album je dobio pozitivne kritike. U recenziji za Velvet Thunder Steve Pilkington izjavio je: „Iako su [pjesme na albumu] stilski raznolike kao i na debitantskom albumu, ovaj se uradak ipak odlikuje većom usredotočenošću i povezanošću među pjesmama; [Cunningham] je uzela stariju Pursonovu mješavinu psihodelije iz šezdesetih i početaka progresivnoga rocka te je pomiješala sa svojim brojnim glazbenim uzorima.” Paul Monkhouse u svojoj je recenziji za Metal Planet Music napisao: „Zahvaljujući strasti prema pjesmama, oku za detalje i vještinama uz pomoć kojih je sve to oblikovala, ova je svestrana glazbenica stvorila nešto što stalno nagrađuje toplim zagrljajima. [To je djelo] daleko od bilo kakva daška dodvoravanja obožavateljima neoriginalnim pjesmama i traljavo obavljena posla. 'Two Piece Puzzle', ta čarobna i tajnovita turneja za sva osjetila, jedan je od najizuzetnijih albuma koji ćete čuti ove godine.”
Glazbeni sajt Sputnikmusic dao mu je četiri i pol boda od njih pet i izjavio je: „'Two Piece Puzzle' smatram manjim korakom unatrag od gotovo savršena prethodnog albuma, ali i dalje odlično proširuje njezin raspon psihodelije. Budući da se još više pozabavila pristupom koji karakterizira raznolikost nego prije, ovaj je album teže progutati, ali prezentacija je i dalje dosljedna. Sve ima svrhu i produkcija je besprijekorna, aranžmani su čvrsti, a i čini se da se svi [glazbenici] zabavljaju. Sve to samo dodatno utvrđuje vještine [Rosalie Cunningham] i potvrđuje ju kao kraljicu occult rocka.”

## Zasluge
| Glazbenici - Rosalie Cunningham – vokal, gitara, bas-gitara, Hammondove orgulje, glasovir, melotron, udaraljke, produkcija, miksanje, ilustracije - Rosco Levee – gitara; vokal (na pjesmi „Duet”); bubnjevi (na 2., 6. i 9. pjesmi); aranžman bubnjeva, produkcija, miksanje - Antoine Piane – bubnjevi - Ric Sanders – violina (na 2. i 3. pjesmi) - Pat Kenneally – bubnjevi (na pjesmi „Donovan Ellington”) - David Woodcock – Hammondove orgulje (na pjesmi „Tristitia Amnesia”); glasovir (na pjesmi „The Liner Notes”) - Darren Jones – buzuki i mandolina (na pjesmi „Donny, Pt. Two”) | Ostalo osoblje - Ed Deegan – miksanje - Rob Blackham – fotografija |